# Чёрная зависть (фильм)
«Чёрная зависть» (англ. Envy) — кинофильм режиссёра Барри Левинсона, вышедший на экраны в 2004 году. Лента получила отрицательные отзывы критиков, а исполнитель главной роли Бен Стиллер был номинирован на премию «Золотая малина» в категории «худший актёр».

## Сюжет
Тим и Ник — лучшие друзья и соседи. Каждый день, пока они вместе едут на работу, Ник высказывает «гениальные» идеи разной степени бредовости. Однажды он предлагает создать спрей, который чудесным образом уничтожает собачьи экскременты и тем самым значительно облегчает жизнь всем собаководам. Тим, как обычно, не воспринимает высказывания друга всерьёз,  на этот раз идея срабатывает. Хотя никто не знает, куда деваются собачьи отходы, чудодейственный спрей великолепно работает и очень быстро делает своего изобретателя  богатым.

## В ролях
- Бен Стиллер — Тим Дингман
- Джек Блэк — Ник Вандерпарк
- Рэйчел Вайс — Дебби Дингман
- Эми Полер — Натали Вандерпарк
- Кристофер Уокен — Джей
- Эриель Гейд — Лула Дингман
- Сэм Лернер — Майкл Дингман
- Лили Джексон — Нелли Вандерпарк
- Коннор Мэтьюс — Натан Вандерпарк
- Гектор Элиас — Эдуардо